# Artur Axmann
Artur Axmann alias Erich Siewert (18. února 1913 Hagen, Německo – 24. října 1996 Berlín, Německo) byl nacista a říšský mládežnický vůdce NSDAP (Reichsjugendführer).
Axmann již v patnácti letech vstoupil do Hitlerjugend. V devatenácti letech působil v říšském vedení mládeže. 8. srpna 1940 nastoupil na pozici říšského mládežnického vůdce NSDAP, kde vystřídal Baldura von Schiracha. V roce 1941 byl vážně poraněn na východní frontě. V důsledku zranění přišel o pravou ruku.
4. ledna 1944 získal Německý řád (Deutscher Orden). Ke konci války zůstával s Hitlerem v jeho bunkru v Berlíně. Den po Hitlerově smrti, 1. května 1945, s Martinem Bormannem a Ludwigem Stumpfeggerem opustil bunkr. Avšak Axmann se od nich odpojil a z Berlína unikl.
Axmann byl zatčen v prosinci roku 1945, poté, co organizoval nacistické hnutí. Roku 1949 byl v Norimberském procesu odsouzen ke třem letům vězení. V roce 1958, když pracoval jako obchodní zástupce, dostal peněžitou pokutu za podněcování mládeže k nenávisti. Zemřel v roce 1996 v Berlíně.

## Vyznamenání
- Německý řád[1] (28. 04. 1945
- Železný kříž, II. třída
- Železný kříž, I. třída (28.04.1945)
- 1939, stříbrný
- Zlatý stranický odznak (30.01.1939)
- Služební vyznamenání NSDAP[2], bronzové
- Služební vyznamenání NSDAP, stříbrné
- Válečný záslužný kříž, I. třída s meči
- Válečný záslužný kříž, II. třída s meči

údaje použity z: ruská Wikipedie-Аксман, Артур/Награды

## Vydané spisy
- Olympia der Arbeit. Arbeiterjugend im Reichsberufswettkampf. Junker und Dünnhaupt Verlag, Berlín 1937.
- Der Reichsberufswettkampf. Junker & Dünnhaupt, Berlín 1938.
- Schicksalsjahre der Hitlerjugend. Heitz und Höffkes, Essen 1992. ISBN 3-926650-67-2
- Das kann doch nicht das Ende sein. Verlag Siegfried Bublies, Koblenz 1995. ISBN 3-926584-33-5. (pozdější vydání pod názvem Hitlerjugend)